# アンナ・カヴァン
アンナ・カヴァン（Anna Kavan、1901年4月10日 - 1968年12月5日）はイギリスの小説家、画家。カフカの強い影響を受け、SFにも幻想文学にも分類できるような、特異な物語世界を築いたことで知られる。その作品はオールディスやバラードをはじめ、多くの作家に絶賛された。

## 生涯
1901年、裕福なイギリス人夫妻のもとにヘレン・エミリー・ウッズ (Helen Emily Woods)としてフランスで生まれる。冷淡な両親のもとで一人っ子として育ったカヴァンは、情緒面において不安定で、生涯にわたって憂鬱と精神的な病を抱えて生きることになる。特に支配的な母親の強い影響を受け、その支配はカヴァンの人生にも作品にも色濃い影を落としている。子供時代の彼女は両親とともに、ヨーロッパ各国を旅して暮らした。成長後は二度結婚しているが二度とも離婚し、ただ一人の子供ブライアンを第二次大戦で失っている。
カヴァンが刊行した最初の作品は、最初の結婚の際の名前であるヘレン・ファーガソンの筆名で出版された。カヴァンがファーガソン名義で出版した六篇の小説はいずれも伝統的なロマンス小説であり、のちの彼女の代表作とされる実験的で不安に満ちた諸作品を思わせるところはほとんどない。やがて彼女は筆名をアンナ・カヴァンに変更し、その作風は大きく変わることになる。
カヴァンの精神状態は次第に悪化し、一度ならず自殺を試み、一時期は精神病院に入院していた頃もあった。カヴァン名義で刊行された最初の作品『アサイラム・ピース』は、この入院生活が基になっている。ヘロインを常用するようにもなり、人生の後半生は常に傍らにヘロインがある生活を送った。またカヴァンは生涯にわたって世界中を旅し、ヨーロッパ各国の他にビルマ（最初の結婚時）やニュージーランド、アメリカ、南アフリカなどに滞在した。その旅を通じての様々な体験が、カヴァンの代表作である『氷』などに活かされているとされる。
アンナ・カヴァンに筆名を変更して以降、彼女の作品は実験的な作風へと大きく変化した。カヴァン名義の初期の作品は内面世界の探求という傾向が強く現れ、彼女の新たなスタイルの開拓を明確に示している。やがてカヴァンは法的な手続きを経て自らの本名もアンナ・カヴァンに変更し、カフカの強い影響下にある前衛的な作品を創りはじめた。カフカのほかにジューナ・バーンズ、ヴァージニア・ウルフ、アナイス・ニンらと比較されることもあるその作品は、夢幻的な筆致、強烈なヴィジョン、不安と疎外感に満ちた物語によって特徴付けられており、アナイス・ニンからは「夜の世界を探索する作家」と呼ばれている。
1967年、カヴァンは代表作である『氷』を刊行し、オールディスらから絶賛を受ける。オールディスは『氷』を思弁的なSFの系譜に属する作品であると共にその最重要作の一つであるとし、その年のSF小説の最高傑作に挙げた。オールディスによればカヴァン自身は当初自らの作品をSFとみなすことに抵抗を覚えていたが、徐々にその考えを気に入るようになっていったという。翌1968年、ロンドンで心臓発作により死去。その傍らにはヘロインの注射器が置かれていた。死後にいくつもの未刊の作品が刊行されている。

## 作品

### ヘレン・ファーガソン名義
- A Charmed Circle (1929)
- Let Me Alone (1930)
- The Dark Sisters (1930)
- A Stranger Still (1935)
- Goose Cross (1936)
- Rich Get Rich (1937)

### アンナ・カヴァン名義
- 『アサイラム・ピース』 Asylum Piece （1940年） - 短編集
  - 山田和子訳、国書刊行会、2013年1月。ISBN 978-4-336-05628-3
  - 山田和子訳、ちくま文庫、2019年7月。ISBN 978-4-480-43603-0
- 『チェンジ・ザ・ネーム』Change The Name （1941年）
  - 細美遥子訳、文遊社、2016年8月
- 『われはラザロ』I Am Lazarus （1945年） - 短編集
  - 細美遙子訳、文遊社、2014年5月。ISBN 978-4-892-57105-3
- 『眠りの館』Sleep Has His House （1947年）
  - 安野玲訳、文遊社、2024年2月。ISBN 978-4892571404
- The Horse's Tale (with K. T. Bluth) （1949年）
- 『愛の渇き』 A Scarcity of Love （1956年） 
  - 大谷真理子訳、サンリオSF文庫、1981年。
  - 大谷真理子訳、文遊社、2013年10月。ISBN 978-4-892-57088-9
- 『鷲の巣』 Eagle's Nest （1957年）
  - 小野田和子訳、文遊社、2015年10月。ISBN 978-4-892-57113-8
- 『草地は緑に輝いて』 A Bright Green Field and Other Stories （1958年）
  - 安野玲訳、文遊社、2020年2月。ISBN 978-4-89257-129-9
- 『あなたは誰?』Who Are You? （1963年）
  - 佐田千織訳、文遊社、2015年1月。ISBN 978-4-892-57109-1
- 『氷』 Ice （1967年）
  - 山田和子訳、サンリオSF文庫、1981年。
  - 山田和子訳、バジリコ、2008年。
  - 山田和子訳、ちくま文庫、2015年。ISBN 978-4-480-43250-6
- 『ジュリアとバズーカ』 Julia and the Bazooka （1970年） - 短編集
  - 千葉薫訳、サンリオSF文庫、1981年。
  - 千葉薫訳、文遊社、2013年4月。ISBN 978-4-892-57083-4
- My Soul in China （1975年）
- My Madness: Selected Writings （1990年）
- Mercury （1994年）
- The Parson （1995年）
- Guilty （2007年）